# Alfeusz
Alfeusz – imię męskie pochodzenia grecko-hebrajskiego, od Αλφαιος (Alphaios), gr. formy imienia hebr. o znaczeniu „zmieniający się, zmienny”; zlatynizowana wersja imienia Kleofas. Postać o tym imieniu występuje w Nowym Testamencie; jest to ojciec Jakuba i Mateusza Ewangelisty. Ponadto istnieje przynajmniej dwóch świętych katolickich o tym imieniu.
Alfeusz imieniny obchodzi 25 września i 17 listopada.
Alfeusz w innych językach: 
- rosyjski — Алфей[1].

Znane osoby noszące imię Alfeusz:
- Alphaeus Philemon Cole (1876—1988) — amerykański artysta malarz